# Крайська сільська рада
Крайська сільська рада — (біл. Крайскі сельсавет), адміністративно-територіальна одиниця в складі Логойського району розташована в Мінській області Білорусі. Адміністративний центр — Крайськ.
Крайська сільська рада розташована на межі центральної Білорусі, у північній частині Мінської області, на північний захід від Логойська.
До складу сільради входять такі населені пункти:
- Гапоново
- Гриневичі
- Деревно
- Задроздне
- Крайськ
- Красноволля
- Людвиново
- Рогозино
- Межанка
- Сушково
- Ходаки